# Cal Maurici (Igualada)
Cal Maurici és un edifici del municipi d'Igualada (Anoia) a la cantonada entre el passeig Verdaguer i el carrer de sant Magí. Fou un edifici dissenyat per l'arquitet Josep Pausas i Coll promogut per Maurici Vich i Mestres. El 1979 es van fer reformes interiors a la tercera planta, i es consolidà la torre. Forma part de l'Inventari del Patrimoni Arquitectònic de Catalunya.

## Descripció
Casa en angle, la seva singularitat ve donada per la torre acabada en punxa que es troba just en el xamfrà. Edifici de planta i dos pisos. La façana amb tres balcons a cada planta, està decorada amb sanefes d'esgrafiat floral que la recorren però que hi són més abundants en els brancals de les obertures. Adossada a la façana hi ha una placa de marbre que indica el nom del carrer i en la que està inscrita una part d'un poema d'en Verdaguer. La façana està acabada amb un aplacat de falsa pedra. Hi ha esgrafiats florals, més treballats als brancals de les obertures i una placa amb els primers versos del sonet «L'Espós de Sang» dedicat al Sant Crist d'Igualada per Jacint Verdaguer.